# 山内颯
山内 颯（やまうち はやて、1993年11月23日 - ）は、日本・埼玉県出身の俳優。元ピュアコーポレーション所属。現在の所属芸能事務所はサンミュージックアカデミー。

## 出演

### テレビドラマ
- 女と愛とミステリー 異端の夏（2002年、テレビ東京）室谷篤志役
- 貫太ですッ!（2003年、フジテレビ）ヒロシ役
- 愛し君へ（2004年、フジテレビ）松尾龍介役
- 慶次郎縁側日記2（2005年、NHK）浜吉役
- 女王の教室スペシャル エピソード2〜悪魔降臨〜（2006年、日本テレビ）植垣優役
- 大河ドラマ 風林火山（2007年、NHK）源助（山本勘助）役
- 演歌の女王（2007年、日本テレビ）
- 占い師みすず 事件は運命の彼方に3（2008年6月23日、TBS）

### バラエティ
- 親と子のTVスクール（NHK教育テレビ）

### 映画
- 力道山（2004年）

### CM
- 三井生命